# Santa Inés
Santa Inés – gmina w Hiszpanii, w prowincji Burgos, w Kastylii i León, o powierzchni 14,87 km². W 2011 roku gmina liczyła 162 mieszkańców.